# Ukraińskie gimnazjum w Przemyślu
Ukraińskie gimnazjum w Przemyślu, inaczej Ruskie (Ukraińskie) Gimnazjum Męskie w Przemyślu – gimnazjum męskie z ukraińskim językiem nauczania, działające w Przemyślu w latach 1895-1939.

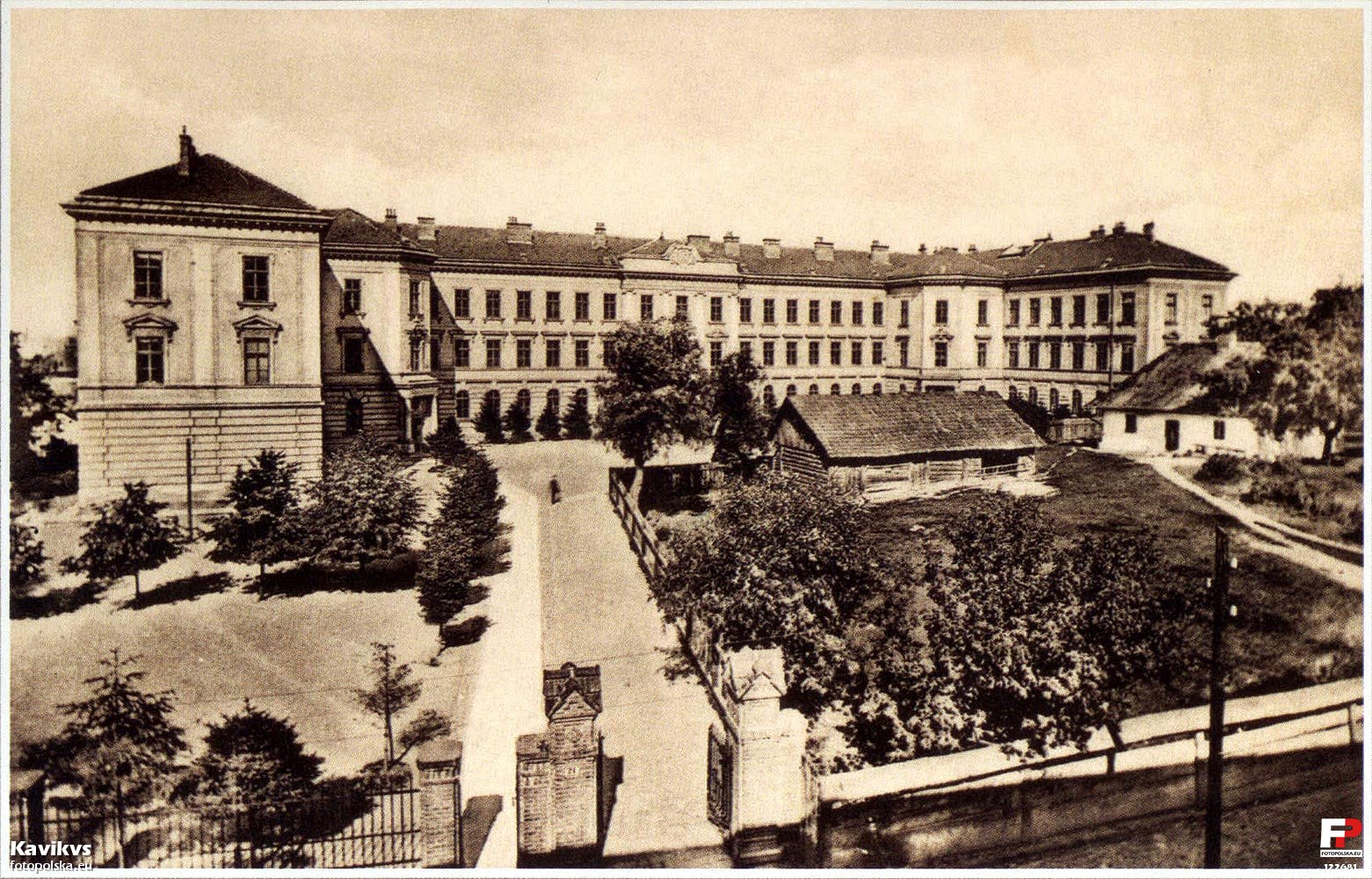
Budynek gimnazjum (pocz. XX w.).

Staraniami posła Julijana Romanczuka i prawnika Ołeksandra Ohonowśkiego austriackie władze oświatowe wyraziły zgodę na utworzenie w roku szkolnym 1888/1889 klasy z ukraińskim (ruskim) językiem nauczania przy  I Państwowym Gimnazjum Męskim w Przemyślu. Kierownikiem tej równoległej klasy, a później klas, został Hryhorij Cehłynski. W roku 1895, kiedy takich równoległych klas ukraińskich było już osiem, utworzono już niezależne Cesarsko-Królewskie II Gimnazjum Męskie. Rozpoczęło ono działalność w nowo wybudowanym budynku szkoły przy ulicy Dobromilskiej (obecnie Słowackiego 21), a jego dyrektorem został Hryhorij Cehłynśkyj, który sprawował tę funkcję do roku 1910 (gdy był posłem, obowiązki dyrektora sprawował Seweryn Zarycki (wzgl. Zarzycki). Następnie funkcję dyrektora objął Andrij Ałyśkewycz, a w 1932 Stepan Szach. 
Wykładowcami Gimnazjum byli między innymi: Mykoła Antonewycz, Ołeksa Jarema, Stanisław Ludkewycz. 
Do absolwentów Gimnazjum należeli: Iwan Andruch, Omelian Antonowycz, Dmytro Błażejowśkyj, Stefan Czmil, Iwan Czmoła, Mychajło Galo, Włodzimierz Hajdukiewicz, Jarosław Hałan, Jarosław Hamiwka, Stepan Janiszewśkyj, Petro Karmanśkyj, Dmytro Karwanśkyj, Iwan Łebedowycz, Osyp Łeszczuk, Mychajło Podilczak, Myrosław Prokop, Myrosław Siczynski, Wasyl Sydor, Paweł Szuflat, Mirosław Turko, Fedir Zamora, Iwan Ziłyński. 